# Samson Pirtskhalava
Samson Pirtskhalava (სამსონ  ფირცხალავა en géorgien) est un publiciste et homme politique géorgien né le 4 mai 1872 en Géorgie (à l’époque annexée par l’Empire russe) et décédé durant les premiers jours de l’année 1952 sur le chemin de la déportation en Asie centrale (à l’époque en URSS).
De 1919 à 1921, il fut député et vice-président de l’Assemblée constituante de la République démocratique de Géorgie.

## Contexte historique
Au XIXe siècle, le territoire géorgien est progressivement annexé par l’’Empire russe ; la Kakhétie et  la Kartlie le sont dès 1801, l’Iméréthie à partir de 1810, l’Abkhazie, la Svanétie et les autres provinces ensuite. Les régimes autoritaires des tsars Alexandre Ier et Nicolas Ier donnent au vice-roi du Caucase, installé à Tiflis, des forces militaires d’intervention : les révoltes spontanées — notamment dans l’ouest de la Géorgie — sont ainsi rapidement réprimées. En 1855, le couronnement du tsar Alexandre II apporte un peu de libéralisme ; l’enseignement est réformé (création des collèges  et des lycées en 1864).

## Biographie

### Naissance et études  (1872-1898)
Samson Pirtskhalava naît dans une famille paysanne, sur la rive gauche de la rivière Tskhenis-Tskhali, dans le village de  Matkhoki du district de Khoni. Il reçoit un début d’alphabétisation de la part de ses frères aînés, puis bénéficie de l’enseignement donné par le diacre  du village ; il est envoyé ensuite au collège de Khoni,  intègre  en 1889 le lycée  de Koutaïssi et en sort en 1893. Lorsqu’il rejoint la Faculté de droit de Saint-Pétersbourg, le tsar Alexandre III, en fin de règne, a défait toutes les réformes libérales de son père Alexandre II et a durci la position du pouvoir russe vis-à-vis des peuples associés. Rapidement Samson Pirtskhalava s’imprègne des idées d’éveil national circulant d’une manière souterraine dans l’Empire russe (Pologne, Ukraine, Pays baltes, Finlande, …)  et développées en Europe de l’Ouest. De retour en Géorgie, en 1898, il s’est déjà doté d’un réseau d’amitié rassemblant des personnalités qui joueront un rôle important dans la constitution du mouvement national géorgien comme Zourab Avalichvili (1876-1944) futur diplomate de la République démocratique de Géorgie, ou Ivane Djavakhichvili (1876-1940) , futur fondateur de l’Université d'État de Tbilissi. 

### Premières actions politiques (1898-1910)
Après diverses activités à Koutaïssi et Tchiatoura, il rejoint la capitale Tiflis en 1901. Sous couvert d’études littéraires, les intellectuels géorgiens publient leurs positions politiques dans la presse géorgienne, parfois officielle, souvent clandestine. Deux grands courants les divisent, le mouvement social- démocrate et le mouvement social-fédéraliste.
Parallèlement à ses articles dans le journal Iveria, Samson Pirtskhalava est l’un des promoteurs du Parti social-fédéraliste géorgien, dont il met en forme le programme politique. De 1902 à 1910,  il assure à la fois la direction de la Société pour l’alphabétisation des Géorgiens et des fonctions de bibliothécaire. En 1905, les mouvements sociaux et politiques engagés à Saint Pétersbourg gagnent le Caucase : la présence de troupes russes à Tiflis, l’action de l’Okhrana — la police politique du tsar Nicolas II —, la division politique et les promesses du gouvernement tsariste (suppression de la dette paysanne et octroi d’une constitution)  conduisent à l’échec des révolutionnaires. Les députés de la Douma russe élus sur le territoire géorgien et siégeant de 1906 à 1917, appartiendront presque exclusivement au Parti social-démocrate, plus structuré que le Parti social-fédéraliste. En 1906, il participe à la rédaction du journal Glekhi (Paysan), tout en assurant la vice-présidence du Parti social-fédéraliste où il représente la tendance modérée, dite de droite, opposée aux agressions à main armée destinées à l’acquisition des fonds nécessaires à l’action militante. En 1907, il est co-auteur du livre Mort et enterrement d’Ilia Tchavtchavadzé.  En 1908, il est élu secrétaire du Comité du jubilé d’Akaki Tsereteli.   

### Exil dans l’Empire russe (1910-1913)
Sous l’impulsion de l’Okhrana, il est arrêté et exilé en 1910 à Tver, dans le nord de la Russie, puis autorisé à revenir en 1913 sur le territoire géorgien.   

### Premier retour en Géorgie (1913-1917)
Il mène de front ses activités littéraires et politiques. Il se lance dans la rédaction d’ouvrages historiques, Thamar Mépé (La Reine Thamar), L'ancienne Meskhétie, …) et poétiques (dont une anthologie en 1914).  De 1917 à 1921, il dirige le journal Sakhalkho Sakmé (L’affaire du peuple).  En 1918, il publie le livre Eri da Erovnoba (Nation et nationalité).  

### Républiques transcaucasienne et géorgienne (1918-1921)
En février 1918, il participe à la création de la République démocratique fédérative de Transcaucasie qui a pour vocation d’administrer les territoires arménien, azerbaïdjanais et géorgien ; comme la majorité des Géorgiens sociaux-fédéralistes (ou sociaux-démocrates de tendance menchévique), comme la majorité des Arméniens du  Parti dachnaktsoutioun et comme la majorité des Azerbaïdjanais du Parti Moussavat, il soutient l’autonomie des nations fédérées au sein de la république transcaucasienne, il souhaite la reconquête par les voies démocratiques des territoires de l’ex-Empire russe et espère la fondation d’une fédération globale réunissant toutes les nations de l’ex-Empire russe. Il est particulièrement sensible au projet de réforme agricole présenté à l'Assemblée parlementaire transcaucasienne en février 1918 par Noé Khomériki, ministre de l'agriculture dans le gouvernement transcaucasien d'Evguéni Guéguétchkori et proposant de redistribuer la terre aux paysans sous forme de propriétés privées, à l'exception des forêts, des rivières et de pâturages restant propriété partagée. 
Devant la divergence des intérêts arméniens et azerbaïdjanais, et la menace territoriale immédiate de l’Empire ottoman, Samson Pirtskhalava cosigne le 26 mai 1918 l’acte de restauration de l’indépendance de la Géorgie. Il sera successivement membre du Conseil national, de l’assemblée parlementaire provisoire, de l’Assemblée constituante et du Parlement géorgiens (dont il assure la vice-présidence au titre du Parti social-fédéraliste). Du 26 mai 1918 au 21 mars 1919, il soutient les deux gouvernements d’union nationale, réunissant sociaux-démocrates, sociaux-fédéralistes et nationaux-démocrates. À l’issue des élections parlementaires de février 1919, il rejoint l’opposition, le Parti social-fédéraliste arrivant en 2e position et ayant remporté 8 sièges sur 130.  

### Exil en France (1922 -1948)
Après l’invasion du territoire de la République démocratique de Géorgie par les armées de la Russie soviétique, en février 1921, après la chute de Tbilissi, de Koutaïssi et de Batoumi, il embarque le 18 mars avec la classe politique sur le navire français Ernest Renan à destination de Constantinople. En 1922, il rejoint le domaine géorgien de Leuville-sur-Orge, près de Paris, acheté avec l’argent de l’État géorgien, domaine qui comptera un  maximum de 31 résidents permanents,. 
En 1926, il devient l’un des 7 propriétaires des lieux. Il publie de 1926 à 1935 le journal du Parti social-fédéraliste en exil,, ainsi que de nombreux ouvrages dont Historiouli Landebi (Voies historiques) en 1934, Ambavta da Sakmeta Molodinchi (Attente de l’histoire et des affaires) en 1935, Thamar Mépé (La Reine Thamar) en 1939, Kartvelta Tsinaprebi da Mati Monatesave Tomebi Tsina Asiachi (Les ancêtres des Géorgiens et leurs apparentés en Asie mineure)  en 1947. 
Parallèlement il enseigne la langue géorgienne à la génération d’enfants issus de l’émigration,, en particulier à Georges Charachidzé qui deviendra linguiste et professeur à l’Institut national des langues et civilisations orientales de Paris. 
Le décès de certains hommes politiques géorgiens en exil (Nicolas Tchkhéidzé en 1926, Noé Ramichvili en 1930), la délocalisation progressive vers Paris des autres et le retour à Tbilissi en 1945 d’Ekvtimé Takhaichvili font de Samson Pirtskhalava le dernier chef de file historique résidant pleinement à Leuville-sur-Orge. Le tarissement des ressources financières, les divisions de l’émigration, l’infiltration tour à tour des agents nazis et des agents soviétiques, le peu de perspective de voir la Géorgie libérée, les appels de Staline (et de Beria) au retour dans la patrie le décident à revenir en Géorgie. 
Avant de partir, il laisse une lettre à ses anciens élèves : Mes chers disciples, petits Géorgiens loin de leur patrie, je vous quitte, je rentre en Géorgie, mon cœur brûle,  les larmes viennent  à mes yeux. Chers amis si merveilleux qui m’ont rendu tant heureux par votre gentillesse, vous aviez hâte de lire et d’écrire la langue géorgienne ; je vous racontais des histoires géorgiennes que vous écoutiez avec respect et amour. Restez définitivement géorgiens, aimez la Géorgie, notre patrie.

### Deuxième retour en Géorgie (1948-1951)
En 1948, à 76 ans, il retrouve sa terre natale, et occupe un poste de bibliothécaire au Musée national de Tbilissi.  

### Exil en Union soviétique et mort (1952)
Après trois années de réadaptation difficile, le pouvoir soviétique l’envoie le 25 décembre 1951 vers une nouvelle déportation : il meurt dans les premiers jours de l’année 1952 sur le chemin de l’Asie centrale. 

## L’homme
Humaniste, passeur de culture géorgienne (dont la langue), soucieux de l’équité sociale (en particulier vis-à-vis de la classe paysanne), idéaliste déçu et initiateur avec beaucoup d’autres de la restauration de l’indépendance de la Géorgie, meurtri par 27 années d’exil loin de sa patrie (et par les divisions qui les ont accompagné), Samson Pirtskhalava, au crépuscule de sa vie, s’oblige à croire aux promesses du régime soviétique : il en est finalement l’une des innombrables victimes.